# Менокаль, Франсиско
Франсиско Маурисио Менокаль (исп. Francisco Mauricio Menocal; род. 3 декабря 1945, Манагуа) — никарагуанский легкоатлет, выступавший в беге на средние дистанции и барьерном беге. Участник летних Олимпийских игр 1968, 1972 и 1976 годов, серебряный призёр чемпионата Центральной Америки 1971 года, серебряный и бронзовый призёр Центральноамериканских игр 1973 года.

## Биография
Франсиско Менокаль родился 3 декабря 1945 года в никарагуанском городе Манагуа.
В 1968 году вошёл в состав сборной Никарагуа на летних Олимпийских играх в Мехико. В беге на 400 метров занял в забеге 1/8 финала последнее, 7-е место, показав результат 49,14 секунды и уступив 2,66 секунды попавшему в полуфинал с 4-го места Родобальдо Диасу с Кубы. В беге на 800 метров занял в четвертьфинале последнее, 8-е место с результатом 1 минута 58,96 секунды, уступив 11 секунд попавшему в полуфинал со 2-го места Тому Фарреллу из США.
В 1971 году завоевал серебряную медаль чемпионата Центральной Америки в Сан-Хосе в беге на 400 метров (49,8)
В 1972 году вошёл в состав сборной Никарагуа на летних Олимпийских играх в Мюнхене. В беге на 400 метров занял в забеге 1/8 финала последнее, 8-е место с результатом 50,96, проиграв 4,37 секунды попавшему в четвертьфинал с 5-го места Брюсу Иджиригво из Нигерии. В беге на 800 метров занял в четвертьфинале 7-е место с результатом 1.58,6, уступив 10 секунд попавшему в полуфинал с 3-го места Евгению Волкову из СССР.
В 1973 году завоевал две медали Центральноамериканских игр в Гватемале: серебряную в беге на 400 метров с барьерами и бронзовую в беге на 400 метров.
В 1976 году вошёл в состав сборной Никарагуа на летних Олимпийских играх в Монреале. В беге на 1500 метров занял в четвертьфинале последнее, 9-е место с результатом 4.12,47, уступив 34,15 секунды попавшему в полуфинал с 4-го места Эрману Миньону из Бельгии.

## Личные рекорды
- Бег на 400 метров — 49,14 (16 октября 1968, Мехико)[6]
- Бег на 800 метров — 1.56,6 (1972)[6]